# Albert Vincent Casey
Albert Vincent Casey (* 28. Februar 1920 in Boston, Massachusetts; † 10. Juli 2004 in Dallas, Texas) war United States Postmaster General, Verleger der Los Angeles Times und Mitglied der Bohemian Grove.

## Werdegang
Albert V. Casey war während des Zweiten Weltkrieges in der US-Army tätig. Nach dem Krieg ging er auf die Harvard University, wo er 1948 zwei Abschlüsse erhielt.
Casey war acht Jahre lang Präsident der Times Mirror Company. Er war zwischen 1974 und 1985 der CEO von American Airlines. Danach bekleidete er 1986 für einige Monate den Posten des Postmaster General. Später war er als Direktor der American Airlines tätig. Er war zwischen 1992 und 1993 siebzehn Monate lang Präsident und CEO der Resolution Trust Corporation. Ferner war er als Distinguished Executive an dem Woodrow Wilson International Center for Scholars tätig.
Er war von August 2002 bis zu seinem Tod 2004 Mitglied des United States Postal Service Board of Governors.

## Werke
- Casey's Law: If Something Can Go Right, It Should (1997)